# 番社 (彰化縣)
番社，是臺灣彰化縣福興鄉的一個傳統地域名稱，位於該鄉中部偏東南。相較於今日行政區，其範圍大致包括社尾村、番社村。

## 歷史
台灣清治末期至日治初期，番社地區為一街庄，稱為「番社庄」，隸屬於馬芝堡。該庄西北與鹿港街為鄰，北與橋頭庄為鄰，東與外埔庄、外中庄為鄰，南邊及西邊隔臺灣溝（今員林大排）與瓦磘庄、菜園角庄為界。
1901年（日治明治三十四年）11月，該庄隸屬於彰化廳。1909年（明治四十二年）10月，改隸屬於臺中廳。1920年（大正九年），該庄改制為「番社」大字，隸屬於臺中州彰化郡福興庄。
戰後福興庄改制為福興鄉，隸屬於彰化縣，大字亦改制為村。

## 交通
縣道144號是福興至員林林厝的道路，主要為員林大排兩岸平面道路，大致以縱向轉西北—東南走向經過番社地區西部及南部邊界地帶，往北轉西北可前往鹿港南郊、福興，往東南可前往員林，最終止於縣道137號路口；亦可於外中東南側接與縣道144號併行的高架快速道路省道台76線（東西向快速公路－漢寶草屯線），該道路過員林後可續行至位於南投草屯的中興系統交流道，以連接國道3號。
縣道144甲線（番花路二段）是福興番社至花壇赤塗崎的道路，其西側端點位於本地區西部邊界上的員林大排縣道144號路口，往東可前往花壇車站前接省道台1線，亦可續行至赤塗崎接縣道137號。

## 文化資產
- 同安寮十二庄迎媽祖
- 番社濟陽堂